# Croix de Saint-Ener
La croix de Saint-Ener est un édifice situé à Botsorhel en France.

## Localisation
La croix est située sur le territoire de la commune de Botsorhel, dans le département du Finistère en région Bretagne.

## Description
Une chapelle, aujourd'hui complètement ruinée, s'élevait à cinq cent mètres de la croix. Le soubassement carré est constitué par de grosses pierres de taille et orné d'une corniche. Au centre du soubassement, et entre celui-ci et le socle proprement dit, a été interposé un piédestal mouluré en cavet renversé. Le socle carré, de granit monolithe, présente quatre pans abattus pour déterminer un tronc de pyramide. Le fût est garni de bubons de peste qui témoignent du caractère votif de l'ouvrage. La croix est reliée au fût par un manchon de granit circulaire et mouluré. A l'est est représenté le Christ ; à l'ouest la Vierge mère. L'inscription sur le socle mentionne la date de 1312.

## Historique
La croix est inscrite au titre des monuments historiques par arrêté du 13 novembre 1969.

## Galerie

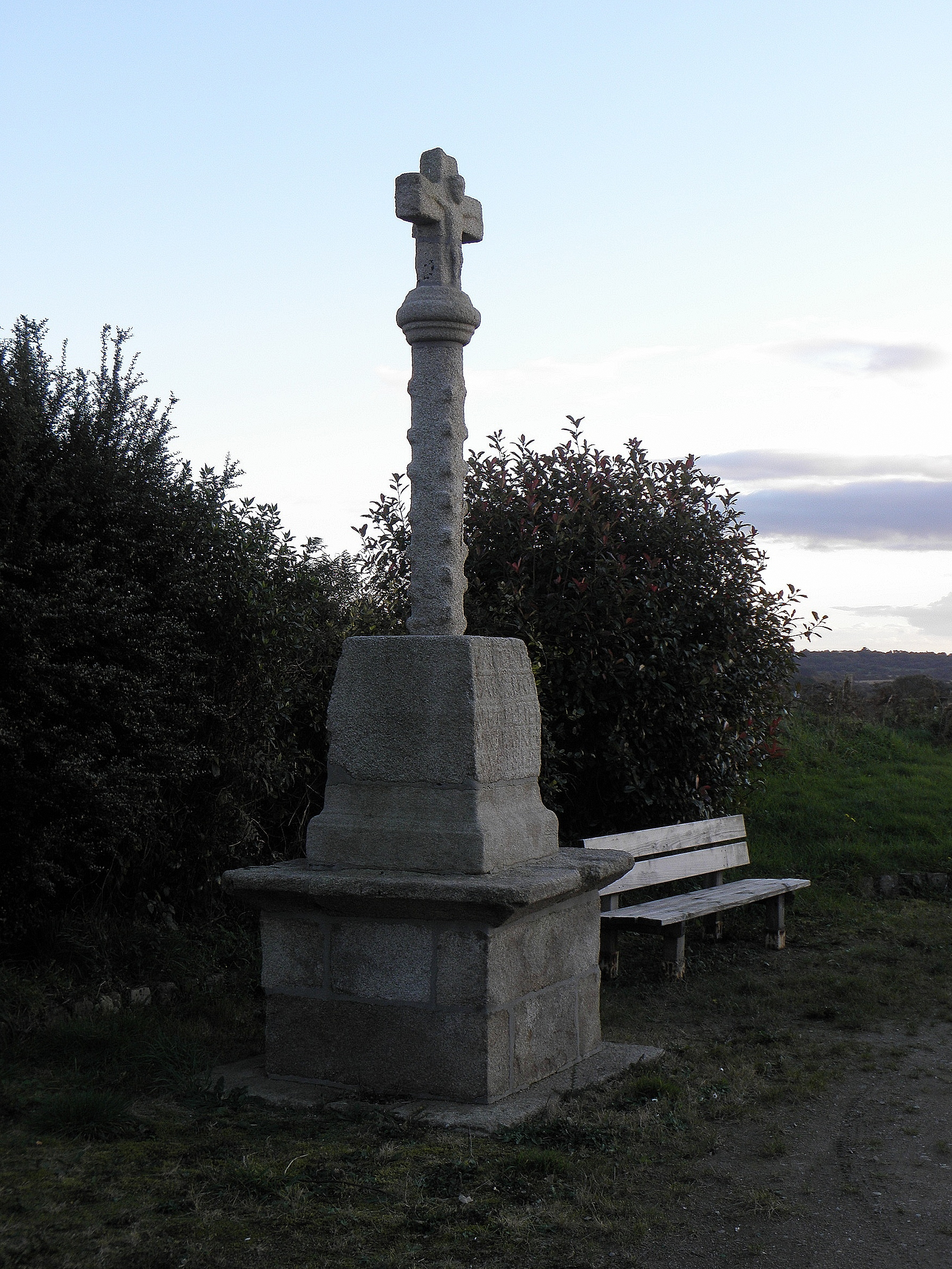
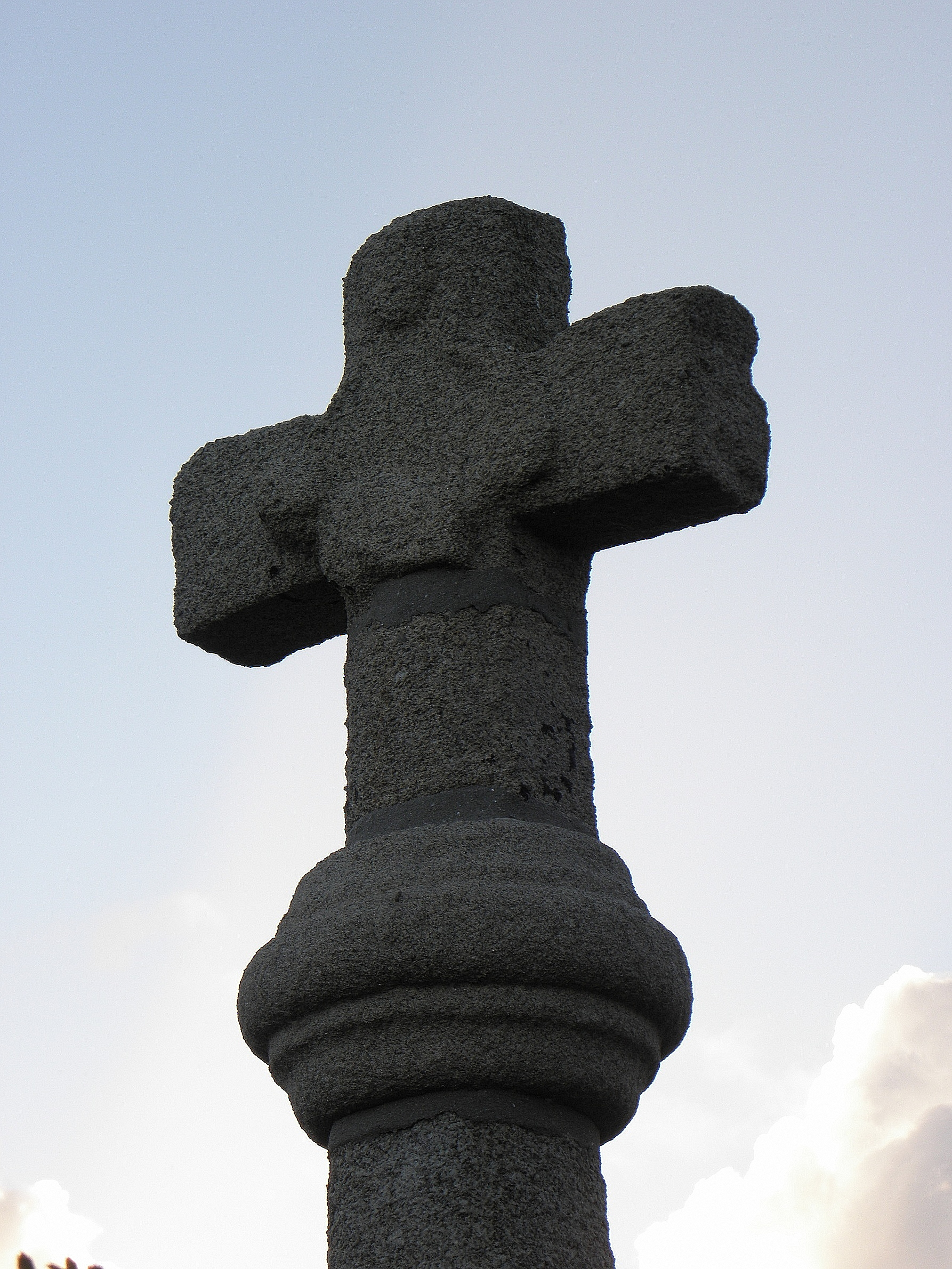
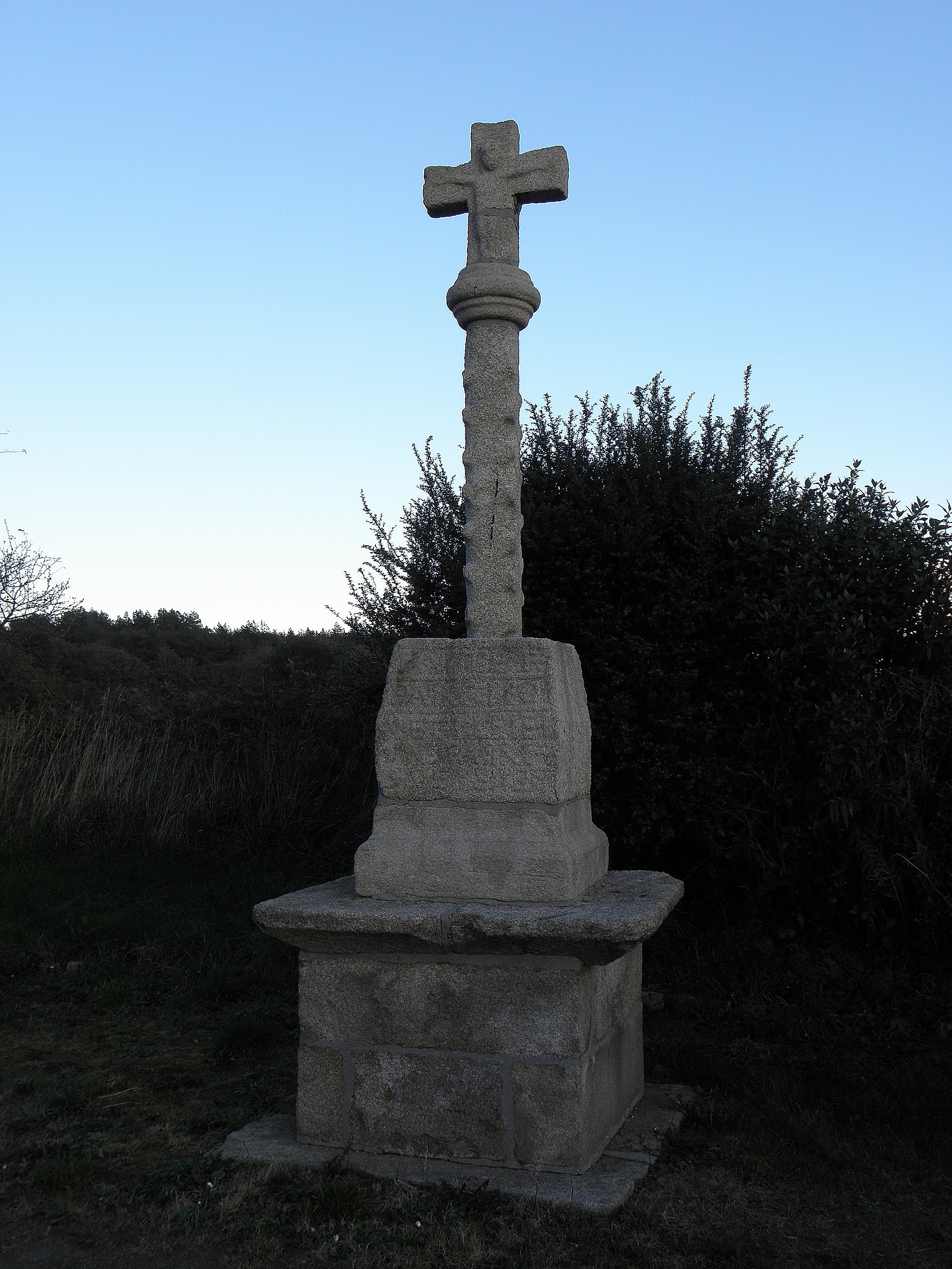